# Smilisca baudinii
Smilisca baudinii és una espècie de granota que viu a l'àrea compresa entre el sud de Texas, Sonora i Costa Rica.
Està amenaçada d'extinció per la pèrdua del seu hàbitat natural.